# Helmiopsiella ctenostegia
Helmiopsiella ctenostegia är en malvaväxtart som först beskrevs av Bénédict Pierre Georges Hochreutiner, och fick sitt nu gällande namn av L. Barnett. Helmiopsiella ctenostegia ingår i släktet Helmiopsiella och familjen malvaväxter. Inga underarter finns listade i Catalogue of Life.